# Mary-Louise Parker
Mary-Louise Parker (ur. 2 sierpnia 1964 w Fort Jackson w stanie Karolina Południowa) – amerykańska aktorka filmowa, telewizyjna, teatralna, lektorka audiobooków. Jej rodzicami są Caroline Louise Morelli Parker i John Parker. Aktorstwo ukończyła na prestiżowej North Carolina School of the Arts. Największą popularność przyniosła jej rola w filmie Smażone zielone pomidory, w którym wystąpiła w roku 1991. 
Prywatnie mama dwójki dzieci: syna Wiliama Atticusa Crudupa (z związku z Billym Crudupem) i adoptowanej córeczki, Caroline Aberash Parker.
W roku 2015 wydała książkę biograficzną, pt. "Dear Mr. You". Jest to wydany w formie epistolarnej, pamiętnik aktorki, w którym opowiada o dorastaniu, jej zawodowej drodze i mężczyznach, których na niej poznała. W Stanach Zjednoczonych ukazał się również audiobook, czytany przez samą aktorkę.

## Filmografia[2][6][7]
- Ryan's Hope (1975)
- Za młody na bohatera (Too Young the Hero, 1988) jako Pearl Spencer
- Znaki życia (Signs of Life, 1989) jako Charlotte
- Długoletni przyjaciele (Longtime Companion, 1989) jako Lisa
- Wielki Kanion (Grand Canyon, 1991) jako Dee
- Smażone zielone pomidory (Fried Green Tomatoes, 1991) jako Ruth
- Szczęściarz (Mr. Wonderful, 1993) jako Rita
- Nagi w Nowym Jorku (Naked in New York, 1993) jako Joanne White
- Miejsce dla Annie (A Place for Annie, 1994) jako Linda
- Klient (The Client, 1994) jako Dianne Sway
- Strzały na Broadwayu (Bullets Over Broadway, 1994) jako Ellen
- Chłopaki na bok (Boys on the Side, 1995) jako Robin Nickerson
- Słodkie czasy (Sugartime, 1995) jako Phyllis McGuire
- Feralna Gwiazdka (Reckless, 1995) jako Pooty
- Portret damy (The Portrait of a Lady, 1996) jako Henrietta Stackpole
- Przywódca (The Maker, 1997) jako oficer Emily Peck
- Mordercza hipnoza (Murder in Mind, 1997) jako Caroline Walker
- Żegnaj, kochanku (Goodbye Lover, 1998) jako Peggy Blane
- Manipulacja (Legalese, 1998) jako Rica Martin
- Saint Maybe (1998) jako Lucy Ann Deen-Dulcimer-Bedloe
- Diabeł w czarnym stroju (Let the Devil Wear Black, 1999) jako Julia Hirsch
- Proste życie Noego Dearborna (The Simple Life of Noah Dearborn, 1999) jako dr Valerie Crane
- Pięć zmysłów (The Five Senses, 1999) jako Rona
- Zakochany anioł (Cupid & Cate, 2000) jako Cate DeAngelo
- Prezydencki poker (The West Wing, 2001–2006) jako Amy Gardner
- Czerwony smok (Red Dragon, 2002) jako Molly Graham
- The Quality of Mercy (2002) jako Sarah Richardson
- As wywiadu – historia Roberta Hanssena (Master Spy: The Robert Hanssen Story, 2002) jako Bonnie Hanssen
- Amator kwaśnych jabłek (Pipe Dream, 2002) jako Toni Edelman
- Anioły w Ameryce (Angels in America, 2003) jako Harper Pitt
- Najlepszy złodziej świata (The Best Thief in the World, 2004) jako Sue
- Droga po marzenia (Miracle Run, 2004) jako Corrine Morgan-Thomas
- Wszyscy święci! (Saved!, 2004) jako Lillian
- Weeds: Suburban Shakedown (2005) jako ona sama
- Wzgórze Vinegar (Vinegar Hill, 2005) jako Ellen Grier
- Romanse i papierosy (Romance & Cigarettes, 2005) jako Constance
- Trawka (Weeds, 2005–2012) jako Nancy Botwin
- Zabójstwo Jesse’ego Jamesa przez tchórzliwego Roberta Forda (The Assassination of Jesse James by the Coward Robert Ford, 2007) jako Zee James
- Złodziejka (The Robber Bride, 2007) jako Zenia; film TV
- Kroniki Spiderwick (The Spiderwick Chronicles, 2008) jako Helen Grace
- Człowiek sukcesu (Solitary Man, 2009) jako Jordan
- Red (2010) jako Sarah
- Skowyt (Howl, 2010) jako Gail Potter
- Red 2 (2013) jako Sarah
- Święta w Conway (Christmas in Conway, 2013) jako Suzy Mayor
- R.I.P.D. Agenci z zaświatów (2013) jako Mildred Proctor
- Nieprzyzwoitka (Behaving Badly, 2014) jako Lucy Stevens / Saint Lola
- Jamesy Boy (2015) jako Tracy Burns
- Chronicznie miejski (Chronically Metropolitan, 2016) jako Annabel
- Mr. Mercedes (2017) jako Janey Patterson
- Złote wyjście (Golden Exits, 2017) jako Gwendolyn
- When we rise (miniserial, 2017) jako Roma Guy
- Czerwona jaskółka ( Red sparrow, 2018) jako Stephanie Boucher
- The Same Storm (2021) jako Roxy
- Colin w czerni i bieli (Colin in Black & White, 2021) jako Teresa Kaepernick
- Jane (miniserial, 2023)
- Seneca – On the Creation of Earthquakes (2023) jako Agrypina
- Omni Loop (2024) jako Zoya Lowe

## Nagrody i nominacje[2]
Złote Globy
2006 ZDOBYTE (1) ZŁOTE GLOBY
Złoty Glob - Najlepsza aktorka w serialu komediowym lub musicalu za  Trawka (2005)
2004 ZDOBYTE (1) ZŁOTE GLOBY
Złoty Glob - Najlepsza aktorka drugoplanowa w serialu, miniserialu lub filmie telewizyjnym za Anioły w Ameryce (2003)
2009 NOMINACJE (1) ZŁOTE GLOBY
Złoty Glob - Najlepsza aktorka w serialu komediowym lub musicalu za  Trawka (2005)
2008 NOMINACJE (1) ZŁOTE GLOBY
Złoty Glob - Najlepsza aktorka w serialu komediowym lub musicalu za  Trawka (2005)
2007 NOMINACJE (1) ZŁOTE GLOBY
Złoty Glob - Najlepsza aktorka w serialu komediowym lub musicalu za  Trawka (2005)
Emmy
2004 ZDOBYTE (1) EMMY
Emmy - Najlepsza aktorka drugoplanowa w miniserialu lub filmie telewizyjnym za  Anioły w Ameryce (2003)
2009 NOMINACJE (1) EMMY
Emmy - Najlepsza aktorka w serialu komediowym za  Trawka (2005)
2008 NOMINACJE (1) EMMY
Emmy - Najlepsza aktorka w serialu komediowym za  Trawka (2005)
2007 NOMINACJE (2) EMMY
Emmy - Najlepsza aktorka w serialu komediowym za  Trawka (2005)
Emmy - Najlepsza aktorka w miniserialu lub filmie telewizyjnym za  Złodziejka (2007)
2002 NOMINACJE (1) EMMY
Emmy - Najlepsza aktorka drugoplanowa w serialu dramatycznym za  Prezydencki poker (1999)

People's Choice
2009 NOMINACJE (1) PEOPLE'S CHOICE
Kryształowa Statuetka - Ulubiona dramatyczna diwa telewizyjna za  Trawka (2005)
Satelity
2005 ZDOBYTE (1) SATELITY
Satelita - Najlepsza aktorka w serialu komediowym lub musicalu za  Trawka (2005)
2010 NOMINACJE (2) SATELITY
Satelita - Najlepsza aktorka w komedii lub musicalu za  Red (2010)
Satelita - Najlepsza aktorka w serialu komediowym lub musicalu za  Trawka (2005)
2009 NOMINACJE (1) SATELITY
Satelita - Najlepsza aktorka w serialu komediowym lub musicalu za  Trawka (2005)
2008 NOMINACJE (1) SATELITY
Satelita - Najlepsza aktorka w serialu komediowym lub musicalu za  Trawka (2005)
2006 NOMINACJE (1) SATELITY
Satelita - Najlepsza aktorka w serialu komediowym lub musicalu za  Trawka (2005)
2004 NOMINACJE (1) SATELITY
Złoty Satelita - Najlepsza aktorka drugoplanowa w miniserialu lub filmie telewizyjnym za Anioły w Ameryce (2003)
Amerykańska Gildia Aktorów Filmowych
2009 NOMINACJE (2) AMERYKAŃSKA GILDIA AKTORÓW FILMOWYCH
Aktor - Najlepsza aktorka w serialu komediowym za  Trawka (2005)
Aktor - Najlepszy zespół aktorski w serialu komediowym za  Trawka (2005)
2008 NOMINACJE (1) AMERYKAŃSKA GILDIA AKTORÓW FILMOWYCH
Aktor - Najlepsza aktorka w serialu komediowym za  Trawka (2005)
2007 NOMINACJE (2) AMERYKAŃSKA GILDIA AKTORÓW FILMOWYCH
Aktor - Najlepsza aktorka w serialu komediowym za  Trawka (2005)
Aktor - Najlepszy zespół aktorski w serialu komediowym za  Trawka (2005)
2006 NOMINACJE (1) AMERYKAŃSKA GILDIA AKTORÓW FILMOWYCH
Aktor - Najlepsza aktorka w serialu komediowym za  Trawka (2005)
2004 NOMINACJE (1) AMERYKAŃSKA GILDIA AKTORÓW FILMOWYCH
Aktor - Najlepsza aktorka w filmie telewizyjnym lub miniserialu za  Anioły w Ameryce (2003)
2003 NOMINACJE (1) AMERYKAŃSKA GILDIA AKTORÓW FILMOWYCH
Aktor - Najlepszy zespół aktorski w serialu dramatycznym za  Prezydencki poker (1999)
Tony
2001 Nagroda Tony dla najlepszej aktorki w sztuce teatralnej za rolę w Proof

## Ciekawostki
Piosenka Butterfly in Reverse, zespołu rockowego Counting Crows, pochodząca z albumu Hard Candy została napisana specjalnie dla aktorki. Wokalista zespołu Adam Duritz, spotykał się z aktorką w pod koniec lat 90. W piosence nazywa ją „Mary-Ann”, ponieważ „Mary-Louise” nie śpiewa się zbyt dobrze.
Przez wiele lat Parker spędzała czas na swojej farmie w północnej części stanu Nowy Jork, gdzie produkowała syrop klonowy i pasła kozy. Nie lubi prowadzić samochodu.
Jest głośną przeciwniczką kultury botoksu.